# グレッグ・オールマン
グレゴリー・ルノワール・オールマン（Gregory Lenoir Allman、1947年12月8日 - 2017年5月27日）は、アメリカ合衆国のミュージシャン。サザンロックのバンド、オールマン・ブラザーズ・バンドのボーカリスト兼オルガンプレイヤー、グレッグ・オールマン（Gregg Allman, Greg Allman）としてよく知られる。同バンドのギタリスト、デュアン・オールマンは彼の兄。
「ローリング・ストーンの選ぶ歴史上最も偉大な100人のシンガー」において第70位。

## 経歴
1947年テネシー州ナッシュビル生まれ。その後一家でフロリダに移住。1959年にナッシュビルの祖父母の家に滞在中、隣人の家から漏れてくるギターの音に魅了され、ギターを購入。ギターを始めたのは兄のデュアン・オールマンよりもグレッグが先であった（兄はそのころバイクに夢中）。当時からグレッグ＝優等生 デュアン＝不良の図式があり、勉強もよくできたグレッグは、一生懸命バイトしてギターを買ったそうである。偉大なるギタリスト、兄デュアン・オールマンにギターを教えたのもこの弟。その後兄弟はオーティス・レディングやB.B.キングなどの黒人R&Bに熱中し、1961年に地元のバンドで演奏するようになる。
1965年、グレッグの高校卒業を機に「オールマンズ・ジョイズ」を結成。南部を中心にツアーに出る。その後「アワーグラス」を結成しリバティ・レコードと2枚のアルバム契約に至り、活動の拠点をロサンゼルスに移す。結局、レコード会社のヒット狙いの志向のため、二人のブルース、R&Bという持ち味を発揮することはできなかった。3枚目のアルバムでB・Bキング・メドレー（デュアン・オールマン・アンソロジー収録）に代表されるような二人の音楽性が十分発揮され、ようやく満足の行くものが出来上がったが、レコード会社は発売を拒否。彼らは南部に戻り、「アワーグラス」は解散。
しかし、故郷のフロリダに戻ったグレッグは一人再びロサンゼルスに向かう。当時レコード会社はデュアンではなく、グレッグにソロシンガーとしての才能を見出し、アワーグラスでの借金を帳消しにするという提案をグレッグに持ちかけたのだ。しかしその後、グレッグのロサンゼルスでの活動はポコ（POCO）のボーカルオーディションに落ちるなど、あまりぱっとしなかった。
そんな中、1969年、遠い故郷でボーカル以外の最強のメンバーが兄・デュアンによって結成されており、兄の誘いを受け、メンバーの最後にグレッグが加わることでオールマン・ブラザーズ・バンドが誕生する。
1971年のデュアンの死後も解散、再結成を経てオールマン・ブラザーズ・バンドでの活動は2014年まで続いた。
1973年10月、グループの活動と平行して初のソロアルバム『レイド・バック（Laid Back）』を発表。ジャクソン・ブラウン作の「青春の日々（These Days）」、トラディショナルの「ウィル・ザ・サークル・ビー・アンブロークン」などをカバーしたほか、オールマン・ブラザーズ・バンドのアルバム『アイドルワイルド・サウス』（1970年）収録の「ミッドナイト・ライダー」「プリーズ・コール・ホーム」を再レコーディングした。
現役ミュージシャンであり続けたグレッグだが、2017年4月に「グレッグからのメッセージ」を自身のフェイスブックに投稿し、長期静養に入っていることをファンに知らせた。
「グレッグからのメッセージ：やあ！僕は現在サバンナ（ジョージア州）の自宅で、医師の指示により静養中なんだ。みんなの愛に感謝してる。また近いうちにみんなの前に立つ事を楽しみにしてるよ。Keep Rockin’！」
2007年、過去の不衛生な刺青処置において感染したと思われるC型肝炎を発症。その翌年には複数の肝腫瘍が発見されたことから、2010年に5ヶ月のウェイティングを経て、肝臓を移植した。肝移植は成功したものの、その後も肺手術とリハビリを必要とした感染症を患う等、健康上の問題を抱えていたグレッグ・オールマンは、2017年5月27日にサバンナの自宅で、肝臓ガンの合併症により69歳で死去した。

## 日本公演
- 1977年

3月16日 日本武道館、6月29日 日本武道館、30日 名古屋市公会堂、7月1日,5日,6日 大阪厚生年金会館、7日 京都会館
- 1998年（グレッグ・オールマン＆フレンズ）

4月17日 - 18日 ブルーノート福岡
4月20日 - 25日 ブルーノート東京
4月27日 - 5月2日 ブルーノート大阪